# Camiguin-Waldratte

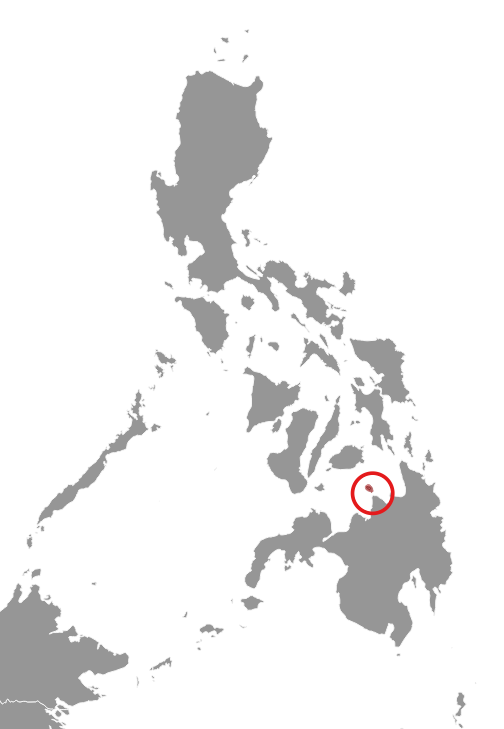
Lage von Camiguin in den Philippinen

Die Camiguin-Waldratte (Bullimus gamay) ist ein auf den Philippinen endemisches Nagetier in der Gattung der Philippinen-Moosmäuse. Die Art ist nah mit der Mindanao-Waldratte (Bullimus bagobus) verwandt. Der Artzusatz gamay im wissenschaftlichen Namen ist das Wort für „klein“ im Filipino-Dialekt der Einheimischen.

## Merkmale
Als kleinster Vertreter ihrer Gattung erreicht die Art eine Kopf-Rumpf-Länge von 223 bis 244 mm, eine Schwanzlänge von 142 bis 192 mm und ein Gewicht von 290 bis 500 g. Die Hinterfüße sind 47 bis 54 mm lang und die Länge der Ohren liegt bei 23 bis 26 mm. Kennzeichnend ist Weiches und dickes Fell, das oberseits dunkel rotbraun und unterseits leicht heller ist. Typisch für den Schädel ist eine abgeplattete Hirnschale. Am Ende des dunklen Schwanzes befindet sich eine weiße Spitze. Die acht Zitzen der Weibchen sind paarig angeordnet.

## Verbreitung und Lebensweise
Die Camiguin-Waldratte ist auf die Insel Camiguin beschränkt. Sie ist hauptsächlich aus dem Bergland zwischen 900 und 1475 Meter Höhe bekannt und kommt vermutlich in tieferen Lagen vor. Die Art lebt in feuchten Bergwäldern mit Moosbewuchs. In tieferen Regionen sind die Wälder verändert.
Soweit bekannt, sind die Tiere nachtaktiv und bodenbewohnend. Als Nahrung wurden Pflanzenteile registriert, eine omnivore Ernährung scheint jedoch nicht ausgeschlossen zu sein. Ein Wurf enthält gewöhnlich zwei und allgemein bis drei Neugeborene.

## Gefährdung
In tieferen Lagen wirken sich Forstwirtschaft und Umwandlung der Wälder zu Ackerland oder zu Touristenorten negativ aus. Im Gebirge stellen Vulkanismus und Erdrutsche Bedrohungen dar. Die IUCN listet die Camiguin-Waldratte deshalb und aufgrund der begrenzten Ausbreitung als gefährdet (vulnerable).